# 福井県道209号五幡新保停車場線

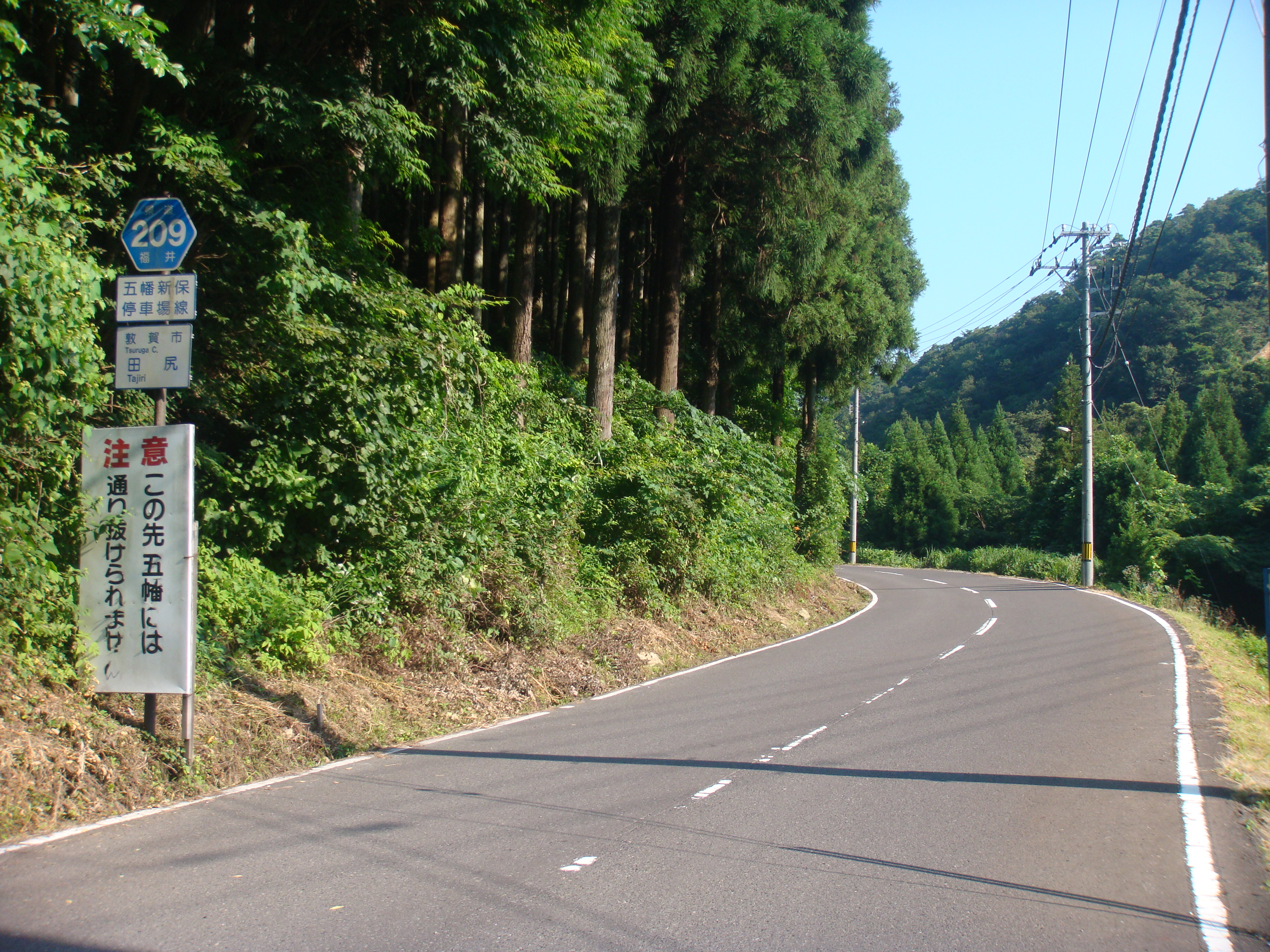
敦賀市田尻（2011年撮影）

福井県道209号五幡新保停車場線（ふくいけんどう209ごう いつはたしんぼていしゃじょうせん）は福井県敦賀市内を通る一般県道（福井県道）である。

## 概要
- 起点：福井県敦賀市五幡（＝五幡交差点・国道8号交点）
- 終点：福井県敦賀市獺河内（＝旧新保駅前・国道476号上）

敦賀市北東部の敦賀湾に面する東浦地区（旧敦賀郡東浦村）にあった東浦10ヵ浦の1つ・五幡と、同じく敦賀市北東部の二級河川笙の川の支流である木の芽川の流域にある東郷地区（旧敦賀郡東郷村）の集落の1つ・獺河内（うそごうち）にあった北陸本線新保駅とを結ぶ。当県道名はこの五幡と新保駅に由来するが、新保駅は1962年（昭和37年）6月10日に北陸トンネル開通に伴って廃線となった北陸本線の旧線区間内に存在した。日本にいくつか存在する停車場の無い停車場線のひとつである。

## 道路状況
起点からすぐ、五幡集落内を縦貫する。集落内は小型車両1台が辛うじて通れる程度の狭隘道路であり、集落内にある寺院前の広見を除いて、自動車の行き違いは不能である。集落末端部からは舗装路が途切れてダートとなっており、この路面状態はウツロギ峠まで続く。ウツロギ峠の前後は車両交通不能区間となっている。
ウツロギ峠から終点までは舗装された概ね両側2車線（片側1車線）の区間である。田尻地内においては、集落の北東部をバイパスして国道476号との交点に至っている。国道476号との交点には五幡方面へは通り抜けられない旨の看板が立てられており、交点脇の案内標識に標示されている当県道の目標地は田尻となっている。
歩道は全く設置されていない。

## 歴史
- 1960年（昭和35年）7月1日：路線認定。

## 接続道路
- 国道8号（福井県敦賀市五幡・五幡交差点、起点）
- 国道476号（敦賀市葉原 - ＜重複＞ -同市獺河内、終点）

## 重複区間
- 国道476号（敦賀市田尻 - 同市獺河内・旧新保駅前：終点） 1.069km

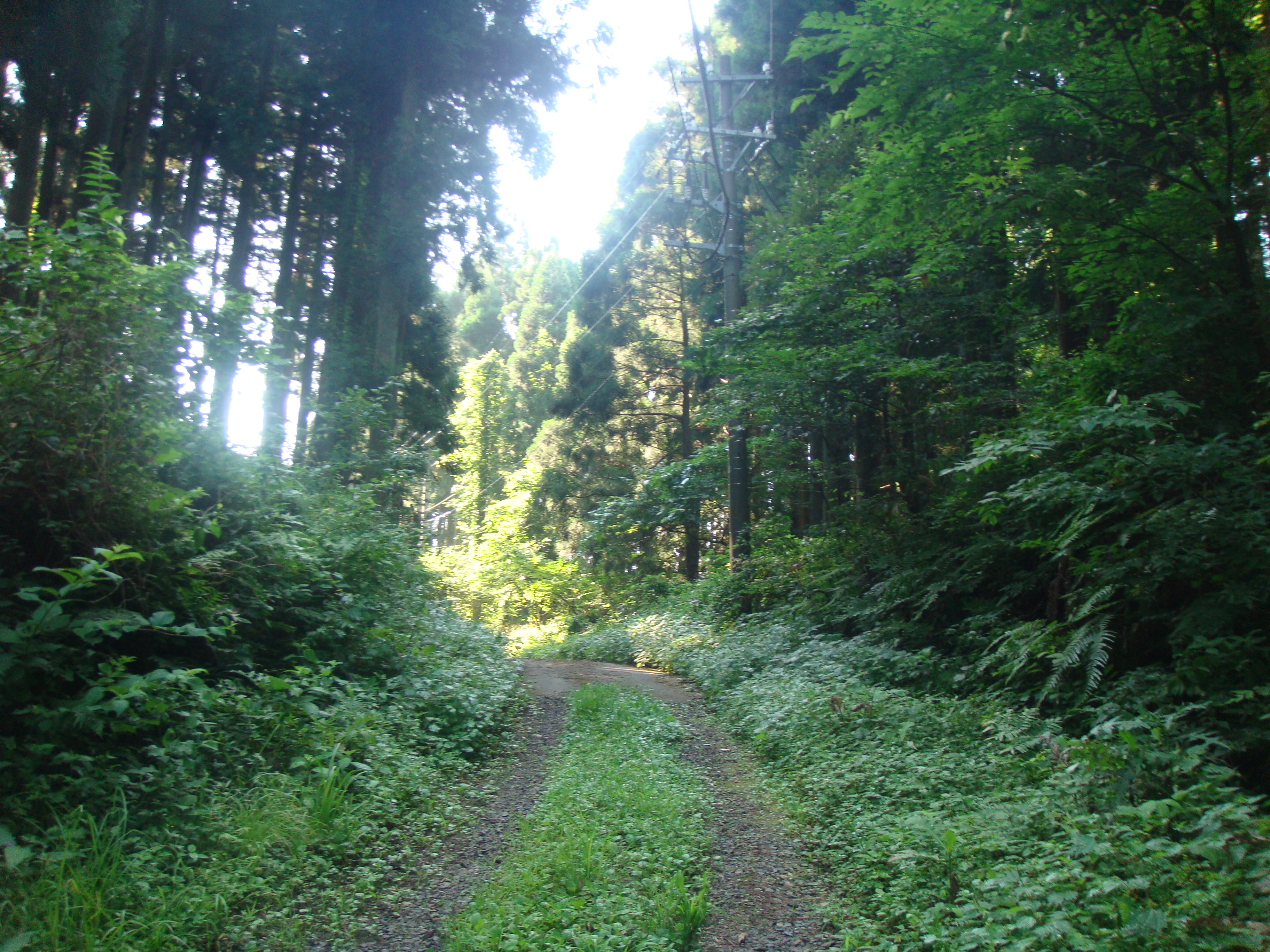
ウツロギ峠。五幡側から田尻側を望む（2011年撮影）

## 車両通行不能区間
- 敦賀市五幡 - ウツロギ峠 - 同市田尻　1.519km

## 通過する自治体
- 福井県
  - 敦賀市

## バス路線
- 敦賀市コミュニティバス（東郷線：獺河内 - 風吹）

## 周辺
- 日本海
- 敦賀湾
- 五幡海水浴場
- 北陸自動車道
  - 田尻BS/CB、越坂トンネル（上り線）
  - 葉原BS/CB（下り線）
- 新保駅石碑